# トム・フォンタナ
トム・フォンタナ（Tom Fontana、1951年9月12日 - ）は、アメリカの作家、プロデューサーである。
| スタブアイコン | サブスタブ | この項目は、まだ閲覧者の調べものの参照としては役立たない、人物に関連した書きかけの項目です。この項目を加筆・訂正などしてくださる協力者を求めています（P:人物伝/PJ:人物伝）。 |